# The Infamous
The Infamous (estilizado como The Infamous...) es el segundo álbum de estudio del dúo estadounidense de hip hop Mobb Deep. Fue publicado el 25 de abril de 1995, por BMG, RCA Records y Loud Records. El álbum presenta apariciones especiales de Nas, Raekwon, Ghostface Killah y Q-Tip. Fue producido en gran parte por el miembro del grupo Havoc, y Q-Tip también contribuyó con la producción mientras se desempeñaba como ingeniero de mezcla. La mayoría de las canciones sobrantes del álbum se convirtieron en pistas adicionales para el álbum The Infamous Mobb Deep de Mobb Deep (2014).
Tras su lanzamiento, The Infamous logró un notable éxito comercial, debutando en el número 15 en el Billboard 200 de Estados Unidos y en el número 3 en las listas Top R&B/Hip Hop Albums. El 21 de febrero de 2020, el álbum fue certificado Platino por la Recording Industry Association of America (RIAA). El álbum produjo cuatro sencillos; "Shook Ones (Part II)", "Survival of the Fittest", "Temperature's Rising", "Give Up the Goods (Just Step)"; los primeros tres sencillos lograron diversos grados de éxito en las listas, siendo "Shook Ones (Part II)" el más exitoso.
El estilo oscuro del álbum, definido por sus melodías evocadoras, ritmos ásperos y letras introspectivas sobre el crimen en los barrios del centro de la ciudad de Nueva York, recibió un reconocimiento especial y elogios de la crítica. Junto con álbumes como Enter the Wu-Tang (36 Chambers), Illmatic y Ready to Die, The Infamous es ampliamente reconocido como uno de los principales contribuyentes al East Coast Renaissance. Además, al álbum se le atribuye haber ayudado a redefinir el sonido del hardcore hip hop, utilizando su estilo de producción, que incorporó espeluznantes bucles de piano, sintetizadores distorsionados, hi hats de corchea y líneas de bajo filtradas dispersas. En 2020, el álbum ocupó el puesto 369 en la lista actualizada de Rolling Stone de los 500 mejores álbumes de todos los tiempos.

## Antecedentes

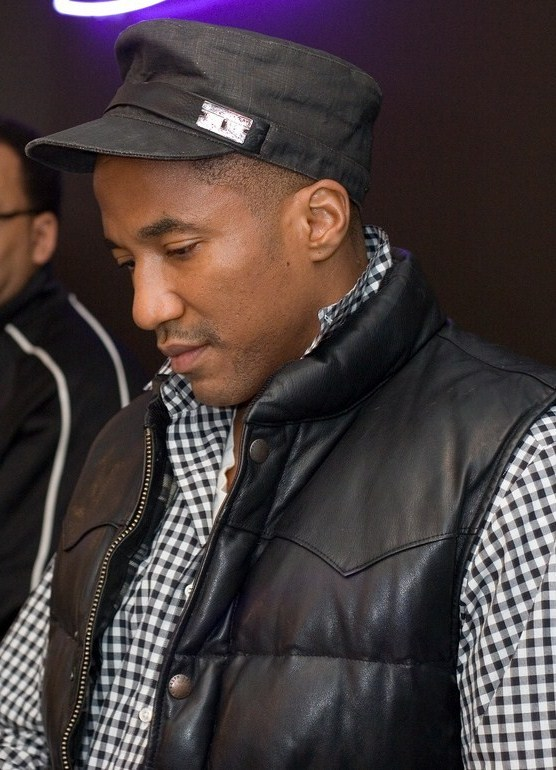
Q-Ti jugó un papel importante en la producción y mezcla del álbum.

Durante la primavera de 1993, cuando el grupo aún estaba en su adolescencia, Mobb Deep lanzó su primer álbum Juvenile Hell bajo el sello 4th & B'way Records. El álbum incluyó la producción de varios productores venerados con sede en Nueva York, incluidos Large Professor, DJ Premier y Kerwin Young, afiliado de Public Enemy, e incluyó el exitoso sencillo clandestino "Hit It from the Back". Debido al fracaso de Juvenile Hell para lograr un éxito comercial y crítico significativo, el dúo fue eliminado de su sello varios meses después del lanzamiento del álbum. Havoc y Prodigy luego describieron a Juvenile Hell como una "experiencia de aprendizaje".
Durante el verano de 1993, Loud Records estaba buscando otro grupo para fichar, debido al éxito del primer sencillo de Wu-Tang Clan Clan, "Protect Ya Neck", y para el otoño de 1993, el sello había fichado a Mobb Deep. En 1994, el grupo lanzó el sencillo promocional "Shook Ones", que sirvió como un adelanto de su nuevo sonido. A diferencia del primer álbum del dúo, The Infamous fue producido principalmente por Havoc y Prodigy, con la ayuda externa de los representantes A&R de Loud, Matt Life (también conocido como Matty C) y Schott Free, así como del productor de A Tribe Called Quest, Q-Tip, quien descubrió Mobb Deep a principios de la década de 1990. Más tarde, Matt Life recordó las participaciones de Q-Tip y dijo: "Tip estuvo muy involucrado en The Infamous desde el principio. Probablemente más de lo que la gente sabe. Tip era solo un fanático de ellos y lo conocía desde hace mucho tiempo, por lo que fue realmente útil. dándoles consejos". Las contribuciones de Q-Tip al álbum fueron acreditadas bajo su alias "The Abstract".
Sobre la decisión del grupo de encargarse de la mayor parte de la producción, Havoc comentó más tarde: "Empezamos a producir porque otros productores nos daban mierda que no nos gustaba, o simplemente cobraban demasiado. No sabía nada sobre producir música". en ese momento, pero aprendí observando a los demás".

## Lista de canciones
| N.º | Título                                                         | Productor(es)                 | Duración |  |
| 1.  | «The Start of Your Ending (41st Side)»                         | Mobb Deep                     | 4:24     |  |
| 2.  | «The Infamous Prelude»                                         |                               | 2:12     |  |
| 3.  | «Survival of the Fittest»                                      | Mobb Deep                     | 3:43     |  |
| 4.  | «Eye for a Eye (Your Beef Is Mines)» (con Nas y Raekwon)       | Mobb Deep                     | 4:48     |  |
| 5.  | «Just Step Prelude»                                            |                               | 1:06     |  |
| 6.  | «Give Up the Goods (Just Step)» (con Big Noyd)                 | The Abstract                  | 4:02     |  |
| 7.  | «Temperature's Rising» (con Crystal Johnson)                   | The Abstract, Mobb Deep (co.) | 5:00     |  |
| 8.  | «Up North Trip»                                                | Mobb Deep                     | 4:58     |  |
| 9.  | «Trife Life»                                                   | Mobb Deep                     | 5:19     |  |
| 10. | «Q.U. – Hectic»                                                | Mobb Deep                     | 4:46     |  |
| 11. | «Right Back at You» (con Ghostface Killah, Raekwon y Big Noyd) | Mobb Deep, Schott Free (co.)  | 4:52     |  |
| 12. | «The Grave Prelude»                                            |                               | 0:50     |  |
| 13. | «Cradle to the Grave»                                          | Mobb Deep                     | 4:57     |  |
| 14. | «Drink Away the Pain (Situations)» (con Q-Tip)                 | The Abstract, Mobb Deep (co.) | 4:44     |  |
| 15. | «Shook Ones (Part II)»                                         | Mobb Deep                     | 5:24     |  |
| 16. | «Party Over» (con Big Noyd)                                    | Mobb Deep, Matt Life (co.)    | 5:40     |  |

| Edición extendida - 25th Anniversary |                                                      |               |          |  |
| N.º                                  | Título                                               | Productor(es) | Duración |  |
| 17.                                  | «Shook Ones, Part I (Original Version)»              | Mobb Deep     | 4:15     |  |
| 18.                                  | «The Money (Version 2) (Infamous Sessions Mix)»      | Mobb Deep     | 4:34     |  |
| 19.                                  | «Lifestyles of the Infamous (Infamous Sessions Mix)» | Mobb Deep     | 4:06     |  |
| 20.                                  | «Shook Ones, Pt. I (Instrumental)»                   | Mobb Deep     | 4:12     |  |
| 21.                                  | «Shook Ones, Pt. II (Instrumental)»                  | Mobb Deep     | 4:37     |  |